# Berg (Ortsname)
Berg ist der Name oder ein Namensbestandteil zahlreicher Orte.

## Wortherkunft
Berg bezeichnet die Lage an oder auf einer Anhöhe. Die Bezeichnung ahd. perac, mhd. perc ist alt und steht neben Berg auch allgemein für ausnehmende Erhebungen, während für die jeweiligen Hügel-Formen zahlreiche regionale Bezeichnungen existieren. Orte namens Berg oder auf -berg können hohes Alter aufweisen, und so wie die Stammburgen der Adelsgeschlechter Berg ins Frühmittelalter datieren. Das orografische Gegenteil sind die Namen mit Thal sowie die Hügelnamen Büchel, Bühel, Bühl und Bichl (letztere auch Inselnamen im Sinne von Hügeln, die aus dem Wasser ragen).

## Varianten
- Berk, Berck, Bergk – mit hartem Auslaut
- Perg – mit oberdeutschem Aspirationsverlust im Anlaut
- -bergen (kann aber auch zum Verb bergen schützen stehen, vergl. Berge)
- niederdt. -barg, -bargen

### Komposita mit „Berg“
Kombinationen sind vielfältig, so etwa:
- frühe Ansitznamen (frühmittelalterl.): Berghausen mit -hausen, Bergheim mit -heim
- späte Ansitznamen (hochmittelalterl.): Bergstadt

Wenn „Berg“ der zweite Bestandteil des Namens ist, liegt der Ort meistens nicht auf einem Berg, sondern an einem Hang (zwischen einem Talort und einem Gipfel), zeigt also eine frühere Bedeutung des Wortes,
- z. B. in der Schweiz: Feusisberg, Guggisberg, u. a.

## Belgien
- Berg (Bütgenbach), Ortsteil der Gemeinde Bütgenbach
- Berg (Kampenhout), Ortsteil der Gemeinde Kampenhout
- Berg (Tongern), Ortsteil der Gemeinde Tongern

## Deutschland

### Gemeinden
- Berg (Schussental), Gemeinde im Landkreis Ravensburg in Baden-Württemberg
- Berg (Oberfranken), Gemeinde im Landkreis Hof in Bayern
- Berg im Gau, Gemeinde im Landkreis Neuburg-Schrobenhausen in Bayern
- Berg bei Neumarkt in der Oberpfalz, Gemeinde im Landkreis Neumarkt in der Oberpfalz in Bayern
- Berg (Starnberger See), Gemeinde im Landkreis Starnberg in Bayern
- Berg (bei Ahrweiler), Ortsgemeinde im Landkreis Ahrweiler in Rheinland-Pfalz
- Berg (Pfalz), Ortsgemeinde im Landkreis Germersheim in Rheinland-Pfalz
- Berg (Taunus), Ortsgemeinde im Rhein-Lahn-Kreis in Rheinland-Pfalz

### Ortsteile

#### Baden-Württemberg
- Berg (Abtsgmünd), Weiler des Abtsgmünder Ortsteils Untergröningen im Ostalbkreis
- Berg (Ehingen), Ortsteil der Stadt Ehingen, Alb-Donau-Kreis
- Berg (Hochdorf), Ortsteil der Gemeinde Hochdorf, Landkreis Biberach
- Berg (Rot an der Rot), Ortsteil der Gemeinde Rot an der Rot, Landkreis Biberach
- Berg (Friedrichshafen), Ortsteil der Stadt Friedrichshafen, Bodenseekreis
- Berg (Kressbronn), Ortsteil der Gemeinde Kressbronn, Bodenseekreis
- Berg (Stuttgart), Stadtteil von Stuttgart
- Berg (Westhausen), Teilort von Westhausen-Lippach im Ostalbkreis

#### Bayern
- Berg bei Wald, Ortsteil der Stadt Pfarrkirchen, Landkreis Rottal-Inn
- Berg bei Wühr, Ortsteil der Stadt Pfarrkirchen, Landkreis Rottal-Inn
- Berg (Adlkofen), Ortsteil der Gemeinde Adlkofen, Landkreis Landshut
- Berg (Ainring), Ortsteil der Gemeinde Ainring, Landkreis Berchtesgadener Land
- Berg (Albaching), Ortsteil der Gemeinde Albaching, Landkreis Rosenheim
- Berg (Altenmarkt a.d. Alz), Ortsteil der Gemeinde Altenmarkt an der Alz, Landkreis Traunstein
- Berg (Ampfing), Ortsteil der Gemeinde Ampfing, Landkreis Mühldorf am Inn
- Berg (Aschau i.Chiemgau), Ortsteil der Gemeinde Aschau im Chiemgau, Landkreis Rosenheim
- Berg (Bad Feilnbach), Ortsteil der Gemeinde Bad Feilnbach, Landkreis Rosenheim
- Berg (Böhen), Ortsteil der Gemeinde Böhen, Landkreis Unterallgäu
- Berg (Dietersburg), Ortsteil der Gemeinde Dietersburg, Landkreis Rottal-Inn
- Berg (Dietramszell), Ortsteil der Gemeinde Dietramszell, Landkreis Bad Tölz-Wolfratshausen
- Berg (Donauwörth), Ortsteil der Stadt Donauwörth, Landkreis Donau-Ries
- Berg (Dorfen), Ortsteil der Stadt Dorfen, Landkreis Erding
- Berg (Eggenfelden), Ortsteil der Stadt Eggenfelden, Landkreis Rottal-Inn
- Berg (Eichendorf), Ortsteil des Marktes Eichendorf, Landkreis Dingolfing-Landau
- Berg (Eiselfing), Ortsteil der Gemeinde Eiselfing, Landkreis Rosenheim
- Berg (Eurasburg), Ortsteil der Gemeinde Eurasburg, Landkreis Bad Tölz-Wolfratshausen
- Berg (Falkenberg), Ortsteil der Gemeinde Falkenberg, Landkreis Rottal-Inn
- Berg (Fischen i. Allgäu), Ortsteil der Gemeinde Fischen im Allgäu, Landkreis Oberallgäu
- Berg (Forstinning), Ortsteil der Gemeinde Forstinning, Landkreis Ebersberg
- Berg (Fraunberg), Ort in der Gemeinde Fraunberg in Oberbayern
- Berg (Fridolfing), Ortsteil der Gemeinde Fridolfing, Landkreis Traunstein
- Berg (Frontenhausen), Ortsteil des Marktes Frontenhausen, Landkreis Dingolfing-Landau
- Berg (Gars a. Inn), Ortsteil des Marktes Gars am Inn, Landkreis Mühldorf am Inn
- Berg (Gerzen), Ortsteil der Gemeinde Gerzen, Landkreis Landshut
- Berg (Gmund a. Tegernsee), Ortsteil der Gemeinde Gmund am Tegernsee, Landkreis Miesbach
- Berg (Griesstätt), Ortsteil der Gemeinde Griesstätt, Landkreis Rosenheim
- Berg (Haiming), Ortsteil der Gemeinde Haiming, Landkreis Altötting
- Berg (Haldenwang), Ortsteil der Gemeinde Haldenwang, Landkreis Oberallgäu
- Berg (Hausham), Ortsteil der Gemeinde Hausham, Landkreis Miesbach
- Berg (Heimenkirch), Ortsteil des Marktes Heimenkirch, Landkreis Lindau (Bodensee)
- Berg (Hofkirchen), Ortsteil des Marktes Hofkirchen, Landkreis Passau
- Berg (Hohenlinden), Ortsteil der Gemeinde Hohenlinden, Landkreis Ebersberg
- Berg (Jachenau), Ortsteil der Gemeinde Jachenau, Landkreis Bad Tölz-Wolfratshausen
- Berg (Kirchdorf a.Inn), Ortsteil der Gemeinde Kirchdorf am Inn, Landkreis Rottal-Inn
- Berg (Kirchweidach), Ortsteil der Gemeinde Kirchweidach, Landkreis Altötting
- Berg (Königsdorf), Ortsteil der Gemeinde Königsdorf, Landkreis Bad Tölz-Wolfratshausen
- Berg (Konradsreuth), Ortsteil der Gemeinde Konradsreuth, Landkreis Hof
- Berg (Kraiburg a. Inn), Ortsteil des Marktes Kraiburg am Inn, Landkreis Mühldorf am Inn
- Berg (Kranzberg), Ortsteil der Gemeinde Kranzberg, Landkreis Freising
- Berg (Landshut), Ortsteil der kreisfreien Stadt Landshut
- Berg (Laufen), Ortsteil der Stadt Laufen, Landkreis Berchtesgadener Land
- Berg (Maitenbeth), Ortsteil der Gemeinde Maitenbeth, Landkreis Mühldorf am Inn
- Berg (Mamming), Ortsteil der Gemeinde Mamming, Landkreis Dingolfing-Landau
- Berg (Markt Indersdorf), Ortsteil des Marktes Indersdorf, Landkreis Dachau
- Berg (Marxheim), Ortsteil der Gemeinde Marxheim, Landkreis Donau-Ries
- Berg (Mengkofen), Ortsteil der Gemeinde Mengkofen, Landkreis Dingolfing-Landau
- Berg (Metten), Ortsteil des Marktes Metten, Landkreis Deggendorf
- Berg (Missen-Wilhams), Ortsteil der Gemeinde Missen-Wilhams, Landkreis Oberallgäu
- Berg (Moosburg a.d.Isar), Ortsteil der Stadt Moosburg an der Isar, Landkreis Freising
- Berg (Neumarkt-Sankt Veit), Ortsteil der Stadt Neumarkt-Sankt Veit, Landkreis Mühldorf am Inn
- Berg (Niederbergkirchen), Ortsteil der Gemeinde Niederbergkirchen, Landkreis Mühldorf am Inn
- Berg (Obergünzburg), Ortsteil des Marktes Obergünzburg, Landkreis Ostallgäu
- Berg (Oberhausen), Ortsteil der Gemeinde Oberhausen, Landkreis Weilheim-Schongau
- Berg (Oberstaufen), Ortsteil des Marktes Oberstaufen, Landkreis Oberallgäu
- Berg (Painten), Ortsteil des Marktes Painten, Landkreis Kelheim
- Berg (Peiting), Ortsteil des Marktes Peiting, Landkreis Weilheim-Schongau
- Berg (Perach), Ortsteil der Gemeinde Perach, Landkreis Altötting
- Berg (Pfaffenhofen an der Roth), Ortsteil des Marktes Pfaffenhofen an der Roth, Landkreis Neu-Ulm
- Berg (Pfeffenhausen), Ortsteil des Marktes Pfeffenhausen, Landkreis Landshut
- Berg (Pfronten), Ortsteil der Gemeinde Pfronten, Landkreis Ostallgäu
- Berg (Pocking), Ortsteil der Stadt Pocking, Landkreis Passau
- Berg (Postmünster), Ortsteil der Gemeinde Postmünster, Landkreis Rottal-Inn
- Berg (Prackenbach), Ortsteil der Gemeinde Prackenbach, Landkreis Regen
- Berg (Ramerberg), Ortsteil der Gemeinde Ramerberg, Landkreis Rosenheim
- Berg (Rechtmehring), Ortsteil der Gemeinde Rechtmehring, Landkreis Mühldorf am Inn
- Berg (Reisbach), Ortsteil des Marktes Reisbach, Landkreis Dingolfing-Landau
- Berg (Reischach), Ortsteil der Gemeinde Reischach, Landkreis Altötting
- Berg (Reut), Ortsteil der Gemeinde Reut (Tann), Landkreis Rottal-Inn
- Berg (Rimsting), Ortsteil der Gemeinde Rimsting, Landkreis Rosenheim
- Berg (Rohr i.NB), Ortsteil der Gemeinde Rohr in Niederbayern, Landkreis Kelheim
- Berg (Roßbach), Ortsteil der Gemeinde Roßbach, Landkreis Rottal-Inn
- Berg (Rottach-Egern), Ortsteil der Gemeinde Rottach-Egern, Landkreis Miesbach
- Berg (Rottenbuch), Ortsteil der Gemeinde Rottenbuch, Landkreis Weilheim-Schongau
- Berg (Rotthalmünster), Ortsteil des Marktes Rotthalmünster, Landkreis Passau
- Berg (Rudelzhausen), Ortsteil der Gemeinde Rudelzhausen, Landkreis Freising
- Berg (Ruhstorf), Ortsteil des Marktes Ruhstorf an der Rott, Landkreis Passau
- Berg (Saaldorf-Surheim), Ortsteil der Gemeinde Saaldorf-Surheim, Landkreis Berchtesgadener Land
- Berg (Schalkham), Ortsteil der Gemeinde Schalkham, Landkreis Landshut
- Berg (Schechen), Ortsteil der Gemeinde Schechen, Landkreis Rosenheim
- Berg (Schnaitsee), Ortsteil der Gemeinde Schnaitsee, Landkreis Traunstein
- Berg (Schwindegg), Ortsteil der Gemeinde Schwindegg, Landkreis Mühldorf am Inn
- Berg (Simbach), Ortsteil des Marktes Simbach, Landkreis Dingolfing-Landau
- Berg (Söchtenau), Ortsteil der Gemeinde Söchtenau, Landkreis Rosenheim
- Berg (Soyen), Ortsteil der Gemeinde Soyen, Landkreis Rosenheim
- Berg (Steinhöring), Ortsteil der Gemeinde Steinhöring, Landkreis Ebersberg
- Berg (Tacherting), Ortsteil der Gemeinde Tacherting, Landkreis Traunstein
- Berg (Teisendorf), Ortsteil des Marktes Teisendorf, Landkreis Berchtesgadener Land
- Berg (Tettenweis), Ortsteil der Gemeinde Tettenweis, Landkreis Passau
- Berg (Thanstein), Ortsteil der Gemeinde Thanstein, Landkreis Schwandorf
- Berg (Tittmoning), Ortsteil der Stadt Tittmoning, Landkreis Traunstein
- Berg (Tuntenhausen), Ortsteil der Gemeinde Tuntenhausen, Landkreis Rosenheim
- Berg (Türkheim), Ortsteil des Marktes Türkheim, Landkreis Unterallgäu
- Berg (Vilsbiburg), Ortsteil der Stadt Vilsbiburg, Landkreis Landshut
- Berg (Volkenschwand), Ortsteil der Gemeinde Volkenschwand, Landkreis Kelheim
- Berg (Waakirchen), Ortsteil der Gemeinde Waakirchen, Landkreis Miesbach
- Berg (Waltenhofen), Ortsteil der Gemeinde Waltenhofen, Landkreis Oberallgäu
- Berg (Windischeschenbach), Ortsteil der Stadt Windischeschenbach, Landkreis Neustadt an der Waldnaab
- Berg (Windorf), Ortsteil des Marktes Windorf, Landkreis Passau
- Berg (Wörth), Ortsteil der Gemeinde Wörth, Landkreis Erding
- Berg (Wurmannsquick), Ortsteil des Marktes Wurmannsquick, Landkreis Rottal-Inn
- Berg (Zeilarn), Ortsteil der Gemeinde Zeilarn, Landkreis Rottal-Inn

#### Hessen
- Berg (Geisenheim-Johannisberg), Ortsteil von Geisenheim, Rheingau-Taunus-Kreis

#### Nordrhein-Westfalen
- Berg (Bergisch Gladbach), Ortschaft im Stadtteil Asselborn, Bergisch Gladbach
- Berg (Duisburg-Meiderich), ehemalige Bauernschaft auf dem Gebiet des Stadtteils Duisburg-Untermeiderich, Duisburg
- Berg (Erkelenz), Ortsteil von Erkelenz, Kreis Heinsberg
- Berg (Hennef), Ortsteil der Stadt Hennef (Sieg), Rhein-Sieg-Kreis
- Berg (Lindlar), Ortsteil von Lindlar, Oberbergischen Kreis
- Berg (Mechernich), Ortsteil der Stadt Mechernich, Kreis Euskirchen
- Berg (Meinerzhagen), Ortsteil der Stadt Meinerzhagen, Märkischer Kreis
- Berg (Niederzier), Ortsteil der Gemeinde Niederzier, Kreis Düren
- Berg (Radevormwald), Ortsteil der Stadt Radevormwald, Oberbergischen Kreis
- Berg (Refrath), Ortsteil auf dem Gebiet des jetzigen Stadtteils Refrath der Stadt Bergisch Gladbach im Rheinisch-Bergischen Kreis
- Berg (Ruppichteroth), Ortsteil der Gemeinde Ruppichteroth, Rhein-Sieg-Kreis
- Berg (Schwalmtal), Ortsteil der Stadt Schwalmtal, Kreis Viersen
- Berg (Stadtmitte), ehemaliger Ortsteil im Stadtteil Stadtmitte, Bergisch Gladbach
- Berg-Thuir, Ortsteil der Stadt Nideggen, Kreis Düren
- Berg (Wegberg), Stadtteil von Wegberg
- Berg (Wuppertal), Ortsteil der kreisfreien Stadt Wuppertal
- Stift Berg oder Stiftberg, Stadtviertel in Herford

#### Rheinland-Pfalz
- Berg (Berglicht), früherer Ortsteil von Berglicht, Landkreis Bernkastel-Wittlich

#### Sachsen
- Berg (Bad Muskau), Ortsteil von Bad Muskau, Landkreis Görlitz
- Berg (Rietschen), Ortsteil von Rietschen, Landkreis Görlitz, tagebaubedingt abgerissen

## Frankreich
- Gemeinde Berg in der Region Elsass, siehe Berg (Bas-Rhin)
- Gemeinde Berg-sur-Moselle in der Region Lothringen

## Italien
- Berg (Eppan), Fraktion der Gemeinde Eppan an der Weinstraße in Südtirol

## Luxemburg
- Berg (Luxemburg), Ort in der Gemeinde  Betzdorf

## Norwegen
- Berg (Norwegen), eine Kommune in der Provinz Troms

## Österreich

### Gemeinden
- Berg (Niederösterreich), Gemeinde im Bezirk Bruck an der Leitha, Niederösterreich
- Berg im Attergau, Gemeinde im Bezirk Vöcklabruck, Oberösterreich
- Berg im Drautal, Gemeinde im Bezirk Spittal an der Drau, Kärnten

### Ortsteile
Kärnten:
- Berg ob Afritz, Katastralgemeinde von Afritz am See, Bezirk Villach-Land
- Berg ob Arriach, Ortschaft von Arriach, Bezirk Villach-Land
- Berg (Gemeinde Ebenthal), Ortschaft von Ebenthal in Kärnten, Bezirk Klagenfurt-Land
- Berg (Gemeinde Grafenstein), Katastralgemeinde von Grafenstein, Bezirk Klagenfurt-Land
- Berg ob Leifling, Katastralgemeinde von Neuhaus in Kärnten, Bezirk Völkermarkt
- Berg (Gemeinde Rosegg), Katastralgemeinde von Rosegg, Bezirk Villach-Land
- Berg ob Stall, Ortschaft von Stall, Bezirk Spittal an der Drau
- Berg ob Attendorf, Ortschaft von Völkermarkt, Bezirk Völkermarkt
- Berg ob Sankt Martin, Ortschaft von Völkermarkt, Bezirk Völkermarkt

Niederösterreich:
- Berg (Gemeinde Amstetten), Ortsteil von Amstetten, Bezirk Amstetten, Niederösterreich
- Berg (Gemeinde Hollenstein), Ortschaft von Hollenstein an der Ybbs, Bezirk Amstetten
- Berg (Gemeinde Kasten), Katastralgemeinde von Kasten bei Böheimkirchen, Bezirk Sankt Pölten-Land
- Berg (Gemeinde Muggendorf), Weiler in der Ortschaft Kreuth, Gemeinde Muggendorf, Bezirk Wiener Neustadt-Land
- Berg (Gemeinde Neustadtl), Ort in  Neustadtl an der Donau, Bezirk Amstetten, Niederösterreich
- Berg (Gemeinde Wang), Ortschaft von Wang, Bezirk Scheibbs
- Berg (Gemeinde Warth), Ortsteil der Marktgemeinde Warth, Bezirk Neunkirchen, Niederösterreich

Oberösterreich:
- Berg (Gemeinde Ansfelden), Ortschaft von Ansfelden, Bezirk Linz-Land
- Berg (Gemeinde Desselbrunn), Ortschaft von Desselbrunn, Bezirk Vöcklabruck
- Berg (Gemeinde Haibach), Ortschaft von Haibach ob der Donau, Bezirk Eferding
- Berg (Gemeinde Hirschbach), Ortschaft von Hirschbach im Mühlkreis, Bezirk Freistadt
- Berg (Gemeinde Kleinzell), Ortsteil von Kleinzell im Mühlkreis, Bezirk Rohrbach, Oberösterreich
- Berg (Gemeinde Leonding), Ortschaft von Leonding, Bezirk Linz-Land
- Berg (Gemeinde Oberhofen), Ortschaft von Oberhofen am Irrsee, Bezirk Vöcklabruck
- Berg bei Hamet, Ortschaft von Pfarrkirchen im Mühlkreis, Bezirk Rohrbach
- Berg (Gemeinde Pischelsdorf), Ortschaft von Pischelsdorf am Engelbach, Bezirk Braunau am Inn
- Berg bei Mairing, Ortschaft von Putzleinsdorf, Bezirk Rohrbach
- Berg (Gemeinde Riedau), Ortschaft von Riedau, Bezirk Schärding
- Berg bei Rohrbach, Ortschaft und Katastralgemeinde von Rohrbach-Berg, Bezirk Rohrbach
- Berg (Gemeinde Schardenberg), Ortsteil von Schardenberg, Bezirk Schärding
- Berg (Gemeinde Schwand), Ortschaft von Schwand, Innkreis, Bezirk Braunau am Inn
- Berg (Gemeinde Senftenbach), Katastralgemeinde von Senftenbach, Bezirk Ried, Innkreis
- Berg (Gemeinde Steinbach), Ortschaft von Steinbach am Attersee, Bezirk Vöcklabruck
- Berg (Gemeinde Taufkirchen), Ortschaft von Taufkirchen an der Pram, Bezirk Schärding
- Berg (Gemeinde Überackern), Ortschaft von Überackern, Bezirk Braunau am Inn
- Berg (Gemeinde Vichtenstein), Ortsteil von Vichtenstein, Bezirk Schärding
- Berg (Gemeinde Vorchdorf), Ortschaft von Vorchdorf, Bezirk Gmunden
- Berg (Wels), Ortsteil der Stadt Wels

Salzburg
- Berg (Gemeinde Anthering), Ortschaft von Anthering, Bezirk Salzburg-Umgebung
- Berg (Gemeinde Hallwang), Katastralgemeinde von Hallwang, Bezirk Salzburg-Umgebung
- Berg (Gemeinde Henndorf am Wallersee), Ortsteil von Henndorf am Wallersee, Bezirk Salzburg-Umgebung
- Berg (Gemeinde Köstendorf), Weiler in der Gemeinde Köstendorf, Bezirk Salzburg-Umgebung
- Berg (Gemeinde Lend), Ortsteil von Lend, Bezirk Zell am See
- Berg (Gemeinde Leogang), Ortschaft von Leogang, Bezirk Zell am See
- Berg (Gemeinde Seeham), Weiler in der Gemeinde Seeham, Bezirk Salzburg-Umgebung
- Berg (Gemeinde Taxenbach), Ortschaft von Taxenbach, Bezirk Zell am See

Steiermark
- Berg (Gemeinde Köflach), Streusiedlung in Köflach, Bezirk Voitsberg
- Berg (Gemeinde Krakau), Ort in Krakau, Bezirk Murau
- Berg (Gemeinde Mitterberg-Sankt Martin), Ortsteil von Mitterberg-Sankt Martin, Bezirk Liezen
- Berg (Gemeinde Neumarkt), Ortsteil von Neumarkt in der Steiermark, Bezirk Murau

Tirol
- Berg (Gemeinde Kals), Ort in Kals am Großglockner in Osttirol
- Berg (Gemeinde Matrei in Osttirol), Fraktion von Matrei in Osttirol
- Berg (Gemeinde Tannheim), Ortschaft von Tannheim, Bezirk Reutte
- Berg (Gemeinde Virgen), Weiler der Fraktion Welzelach, Gemeinde Virgen, Osttirol (Lienz)

## Polen
- Berg, Kreis Gerdauen, Ostpreußen, seit 1945: Górki (Barciany), Siedlung im Powiat Kętrzyński, Woiwodschaft Ermland-Masuren

## Schweden
- Berg (Schweden) in der Provinz Jämtlands län
- Ort Berg (Åtvidaberg) in der Gemeinde Åtvidaberg, Östergötlands län
- Ort Berg (Berg), in der Gemeinde Berg, Jämtlands län
- Ort Berg (Linköping) in der Gemeinde Linköping, Östergötlands län
- Ort Berg (Gävle) in der Gemeinde Gävle, Gävleborgs län
- Ort Berg (Skövde), in der Gemeinde Skövde, Västra Götalands län
- Ort Berg (Uddevalla), in der Gemeinde Uddevalla, Västra Götalands län

## Schweiz
- Gemeinde Berg TG im Kanton Thurgau
- Gemeinde Berg SG im Kanton St. Gallen
- Gemeinde Berg am Irchel im Kanton Zürich
- Berg (Dägerlen) Ortschaft in der Gemeinde Dägerlen im Kanton Zürich
- Berg FR, Ortsteil der Gemeinde Schmitten im Kanton Freiburg
- Berg, Kurzbezeichnung für die Ortschaft Grabserberg im Kanton St. Gallen

## Slowakei
- Berg, historischer Name der Gemeinde Kremnické Bane

## Tschechien
- Gemeinde Hora Svatého Václava, Okres Domažlice